# New York Mining Disaster 1941
"New York Mining Disaster 1941" är en låt och singel från 1967 med Bee Gees, skriven av Barry och Robin Gibb. Förutom en mindre framgångsrik internationell återlansering av sin australiska singel "Spicks and Specks", var den gruppens första internationellt framgångsrika singel, och deras första hitlåt i USA och Storbritannien. Singeln släpptes den 14 april 1967, och producerades av Robert Stigwood samt Ossie Byrne. Låten förkommer också på gruppens första internationella album, Bee Gees 1st. 
Låten handlar om en gruvarbetare som blivit instängd vid ett ras. Enligt informationen i samlingsboxalbumet Tales from the Brothers Gibb (1990), är texten inspirerad av Aberfanolyckan i Wales 1966. Enligt Robin inträffade en gruvolycka i New York, men det var 1939 och inte 1941.

## Listplaceringar
| Lista (1967)                    | Topplacering |
| ------------------------------- | ------------ |
| Brittiska singellistan          | 12           |
| Amerikanska Billboard Hot 100   | 14           |
| Sydafrikanska listan            | 2            |
| Västtyska Media Control Charts  | 10           |
| Kanadensiska RPM 100            | 34           |
| Franska SNEP-singellistan       | 31           |
| Australiska ARIA-singellistan   | 11           |
| Nyzeeländska RIANZ-singellistan | 3            |
| Nederländska Nederlandse Top 40 | 3            |

### Fotnoter
1. ↑  ”Bee Gees - New York Mining Disaster 1941”. Discogs. http://www.discogs.com/Bee-Gees-The-New-York-Mining-Disaster-1941/release/2603864. Läst 13 mars 2013.
2. ↑  ”Show 49 - The British are Coming! The British are Coming!: With an emphasis on Donovan, the Bee Gees and the Who. (Part 6)”. Unt Digital Library. http://digital.library.unt.edu/ark:/67531/metadc19826/m1/. Läst 14 mars 2013.
3. ↑  Adriaensen, Marion. ”History Part 4 - The story about the Bee Gees”. Arkiverad från originalet den 17 maj 2020. https://web.archive.org/web/20200517011017/http://www.brothersgibb.org/history-part-4.html. Läst 13 mars 2013.
4. ↑  ”New York Mining Disaster 1941” (på nederländska). Dutchcharts. 4 augusti 1967. http://dutchcharts.nl/showitem.asp?interpret=The+Bee+Gees&titel=New+York+Mining+Disaster+1941&cat=s. Läst 31 maj 2013.